# Komplexbildner
Komplexbildner sind Lewisbasen, d. h. chemische Verbindungen oder einfache Anionen mit freien Elektronenpaaren, die mit Metallionen oder Metallatomen als Lewissäuren Koordinationsverbindungen bilden. Sie führen beispielsweise zu einer Maskierung von (unerwünschten) chemischen Eigenschaften von Metallionen.

## Anwendungsbereiche
In der Lebensmittelverarbeitung werden bestimmte Komplexbildner als Lebensmittelzusatzstoff zugesetzt oder sind bereits natürliche Bestandteile. Die Maskierung von Metallionen sorgt für Stabilität von Farbe, Aroma und Textur des Lebensmittels. Sie erhöhen die Wirkung von Antioxidantien, da freie Schwermetallionen Oxidationen katalysieren. Einsatz finden sie insbesondere in Gemüsekonserven, Gewürzextrakten, Milchprodukten (wegen ihrer desaggregierenden Wirkung auf Casein). Auch die Zuckerkristallisation wird bei Anwesenheit von Komplexbildnern erleichtert, da diese unerwünschte Zucker-Metall-Komplexe zerstören.
Diverse Komplexbildner dienen als Builder in der Wasch- und Reinigungsmitteln zur Maskierung der Härte des Wassers. Sie finden auch Anwendung in der Galvano- und Leiterplattenindustrie.
In der analytischen Chemie finden einige Komplexbildner wie zum Beispiel EDTA und Nitrilotriessigsäure in der Chelatometrie Anwendung.
In der Medizin ist unter anderem die antikoagulierende Wirkung von Bedeutung. Geeignete Komplexbildner werden Blutkonserven und Röhrchen zur Blutentnahme als Gerinnungshemmer zugesetzt. Außerdem werden bestimmte Komplexbildner, wie zum Beispiel Dimercaptopropansulfonsäure zur Behandlung von Vergiftungen mit Schwermetallen eingesetzt.

## Beispiele
Iminodisuccinat-Tetranatriumsalz ist ein gut biologisch abbaubarer Komplexbildner, der in Wasserkreisläufen zur Verhinderung und Auflösung von Kalkablagerungen verwendet wird.
Fluorid maskiert Eisen(III)ionen, die infolgedessen nicht mehr die typische Nachweisreaktion mit Rhodanid eingehen. 
1,4,7,10-Tetraazacyclododecan-1,4,7,10-tetraessigsäure (DOTA) findet als Komplexbildner in der Nuklearmedizin (beispielsweise in Edotreotid) und in der Magnetresonanztomographie (als Gadotersäure) Anwendung.
Triethanolamin wird als basische Komponente in Seifen und Kosmetik verwendet.

### Lebensmittelinhaltsstoffe
Natürliche Bestandteile in Lebensmitteln sind z. B. Dicarbonsäuren wie Oxalsäure und Bernsteinsäure oder beispielsweise Hydroxysäuren (Milchsäure, Äpfelsäure, Weinsäure, Citronensäure). Auch Polyphosphate (ATP und Pyrophosphat), Aminosäuren, Peptide, Proteine und Porphyrine sind natürliche Lebensmittelinhaltsstoffe, die komplexbildend wirken.

### Lebensmittelzusatzstoffe
- Calciumdinatriumethylendiamintetraacetat (E 385)
- Gluconsäure (E 574)
- Isoascorbinsäure (E 315)
- Natriumisoascorbat (E 316)
- Weinsäure (E 334)
- Citronensäure (E 330)
  - Natriumcitrat (E 331)
  - Kaliumcitrat (E 332)
  - Calciumcitrat (E 333)